# Огарков, Николай Васильевич
Никола́й Васи́льевич Ога́рков (17 [30] октября 1917, Молоково, Тверская губерния — 23 января 1994, Москва) — советский военачальник. Начальник Генерального штаба Вооружённых сил СССР — первый заместитель Министра обороны СССР (1977—1984). Герой Советского Союза (1977), Маршал Советского Союза (1977). Член ЦК КПСС (1971—1991).
Депутат Совета Национальностей Верховного Совета СССР 7-го — 11-го созывов (1966—1989) от Литовской ССР.

## Биография
Николай Васильевич Огарков родился (17 (30) октября 1917 года в селе Молоково Тверской губернии (ныне Молоковский район Тверской области) в многодетной крестьянской семье. В 1931 году он уехал на Дальний Восток, где старший брат проходил военную службу. Там с 14 лет Николай начал самостоятельно работать учеником продавца в Раздольненском закрытом военном кооперативе.
В апреле 1933 года он вернулся на родину, где в течение 1,5 лет работал счетоводом, секретарём районного совета профсоюзов, а также на других должностях. В 1934 году он уехал в Подмосковье, учиться на рабочем факультете энергетической промышленности («торфяной рабфак») в селе Кудиново, после чего учился в Московском инженерно-строительном институте имени В. В. Куйбышева. После школы работал счетоводом, секретарём районного совета профсоюзов.
В РККА с 1938 года. Тогда он был зачислен на 2-й курс академии и в 1941 году окончил Военно-инженерную академию имени В. В. Куйбышева, среди своих учеников в академии его вспоминал Л. И. Седов. По окончании академии Огаркову было присвоено воинское звание военинженер 3-го ранга.

### Во время Великой Отечественной войны
Начало Великой Отечественной войны застало его на строительстве укреплённого района у реки Ломжа в должности полкового инженера 1-го стрелкового полка 17-й стрелковой дивизии Западного фронта.
С октября 1941 по февраль 1942 года служил старшим инженером по фортификации 2-го отдела в инженерном управлении Карельского фронта, с февраля 1942 года — полковым инженером стрелкового полка в 289-й стрелковой дивизии, с июня 1942 года — бригадным инженером 61-й морской стрелковой бригады. С декабря 1942 года — помощник начальника штаба инженерных войск 32-й армии, с августа 1943 года — помощник начальника оперативного отдела штаба инженерных войск Карельского фронта. С мая 1944 года — дивизионный инженер 122-й стрелковой дивизии на Карельском, с ноября — на 2-м Украинском, затем на 3-м Украинском фронтах. Участник обороны Карелии, Выборгско-Петрозаводской, Петсамо-Киркенесской, Будапештской и Венской наступательных операций В октябре 1944 года, представляя офицера к его первой награде — ордену Отечественной войны 2-й степени, командир дивизии полковник А. Н. Величко писал: «В период преследования противника тов. Огарков очень много уделял внимания вопросам организации разминирования, исправлению дорог и мостов и прокладки колонных путей⟨…⟩, организуя работу, лично сам находился на самых ответственных участках».
Начальник политотдела 133-го стрелкового корпуса, в составе которого воевала 122-я стрелковая дивизия, полковник Г. Н. Шинкаренко писал о бое за венгерский город Драва Саболч: «Инициативу и мужество в этом бою проявил инженер 122-й стрелковой дивизии инженер-майор Н. В. Огарков. Возглавляя группу саперов, он находился в танковом батальоне болгар, поддерживавшем атакующие подразделения 715-го полка. Под непрерывным огнём врага сапёры преодолели заграждения и тем самым создали благоприятные условия для перехода танков в атаку. В решающий момент Н. В. Огарков, находясь на броне головного танка, направлял действия болгар-танкистов. Личный пример, хладнокровие офицера, его непосредственное участие в действиях танкового батальона во многом способствовали успеху советских и болгарских войск в бою».
11 апреля 1945 года во время боя Н. В. Огарков, руководя сапёрными подразделениями, был ранен, и потому окончание Великой Отечественной войны он встретил в госпитале. В июле он возвратился в свою дивизию, но через три месяца в связи с её расформированием подполковника Огаркова назначили помощником начальника штаба инженерных войск 27-й армии Прикарпатского военного округа.
Член ВКП(б) с 1945 года.

### Послевоенная служба
После войны с октября 1945 по январь 1946 года помощник и старший помощник начальника штаба инженерных войск 27-й армии в Прикарпатском военном округе. В 1947 году окончил оперативно-инженерный факультет Военно-инженерной академии имени В. В. Куйбышева. С февраля 1947 года — заместитель начальника отдела инженерного управления Приморского военного округа. Там после отличного выполнения ряда заданий обратил на себя внимание командующего округом Р. Я. Малиновского, который способствовал его успешному карьерному росту.
В сентябре 1948 года назначен старшим офицером отдела, а с января 1949 года — начальником отдела управления штаба Главнокомандующего войсками Дальнего Востока. С мая 1953 года — начальник оперативного отдела оперативного управления, а с ноября 1955 года начальником оперативного управления — заместителем начальника штаба Дальневосточного военного округа.
В 1957 году Огаркову было присвоено звание генерал-майора, он был направлен на учёбу в Военную академию Генерального штаба Вооружённых сил СССР. После окончания академии в 1959 году был назначен командиром 20-й гвардейской мотострелковой дивизии в Группе советских войск в Германии (город Гримма).
В декабре 1961 года назначен начальником штаба — заместителем командующего Белорусского военного округа.

### На высших должностях
С декабря 1965 года — командующий войсками Приволжского военного округа.
С апреля 1968 года — первый заместитель начальника Генерального штаба Вооружённых сил СССР.
Кандидат в члены ЦК КПСС (1966—1971), член ЦК КПСС (1971—1991).
С марта 1974 по январь 1977 года заместитель Министра обороны СССР — председатель Государственной технической комиссии СССР, член Коллегии Министерства обороны СССР.
8 января 1977 года генерал армии Н. В. Огарков назначен начальником Генерального штаба Вооружённых сил СССР — первым заместителем Министра обороны СССР. 14 января 1977 года ему присвоено звание Маршала Советского Союза.
В 1970-е годы сыграл большую роль в подготовке советско-американских соглашений об ограничении стратегических вооружений, в выработке приемлемых для обеих сторон формул.
За годы руководства советским Генштабом Огарков подготовил и провёл несколько самых крупных в истории отечественных Вооружённых сил оперативно-стратегических учений и манёвров на всех основных стратегических направлениях и с применением всех видов Вооружённых сил, военно-научных и военно-промышленных органов. Крупнейшим из них стало оперативно-стратегическое учение под кодовым названием «Запад-81», проведённое в сентябре 1981 года. По своим масштабам оно сравнимо лишь с крупными операциями времён Великой Отечественной войны. На нём впервые были опробованы автоматизированная система управления «Манёвр» и некоторые виды высокоточного оружия.
Известен как активный противник ввода советских войск в Афганистан в 1979 году, по поводу чего имел острые споры с членом Политбюро ЦК КПСС министром обороны СССР Д. Ф. Устиновым. Как начальник Генштаба Вооружённых сил СССР, Огарков не боялся конфликтовать с Устиновым и по целому ряду других вопросов — военного строительства, развития вооружений и военной техники.
Огарков уделял серьёзное внимание развитию теории управления стратегическими ядерными силами и противоракетной обороне, фактически создал в Генштабе центр оперативно-стратегических исследований. Секретарь Совета безопасности Российской Федерации академик РАН А. А. Кокошин отмечает, что Н. В. Огарков был «среди пионеров рассмотрения вопросов современной революции в военном деле».
В 1983 году Огарков выступил по телевидению с отчётом о сбитом южнокорейском самолёте «Боинг». Заявлял, что сбитый 31 августа 1983 г. ПВО СССР над Сахалином южнокорейский Боинг-747 был не гражданским самолётом, а самолётом-разведчиком.

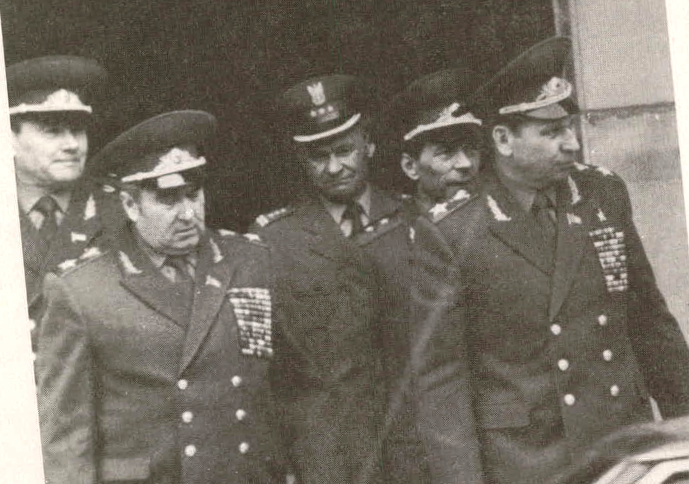
Маршалы Советского Союза В. Г. Куликов и Н. В. Огарков (справа), май 1980 года
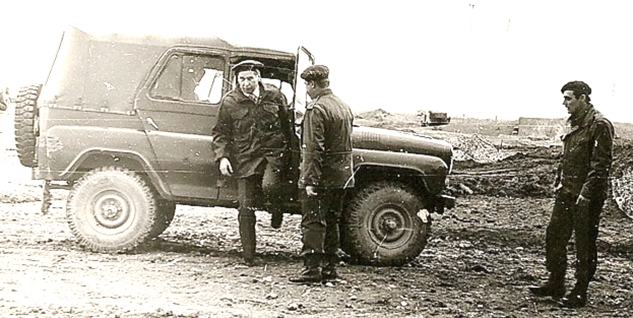
Начальник Генштаба ВС СССР Н. В. Огарков инспектирует советские войска в Сирии, 1984 год
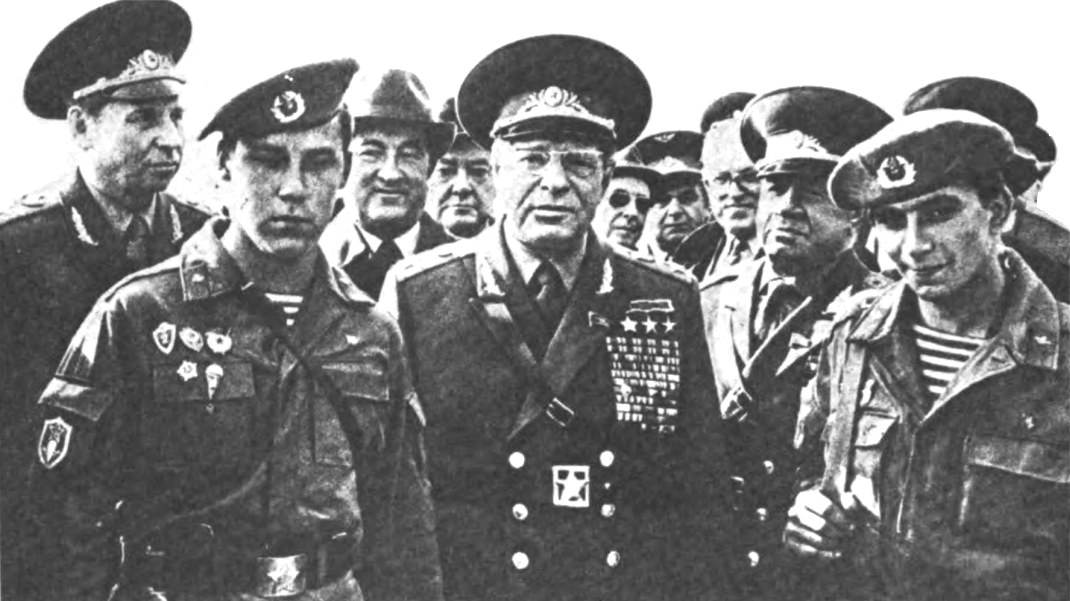
Начальник Генштаба ВС СССР Н. В. Огарков (крайний слева), министр обороны СССР Д. Ф. Устинов (в центре) и начальник ГлавПУР СА и ВМФ А. А. Епишев (справа) на учениях «Запад-81»
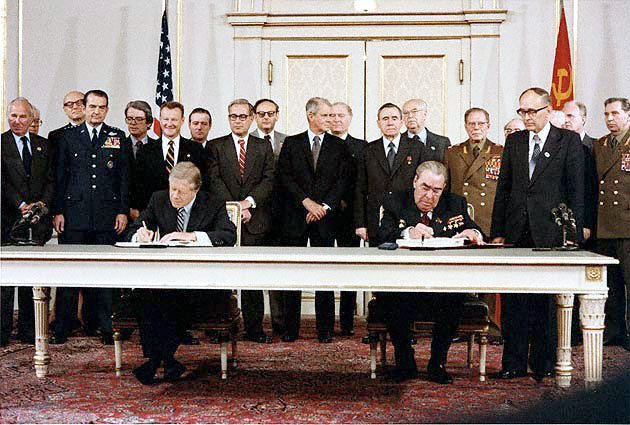
Начальник Генштаба ВС СССР Н. В. Огарков (крайний справа) на подписании Договора ОСВ-II. Вена, 18 июня 1979 года

В сентябре 1984 года был освобождён от должности начальника Генерального штаба и — с понижением — назначен Главнокомандующим войсками Западного направления.

### Последние годы

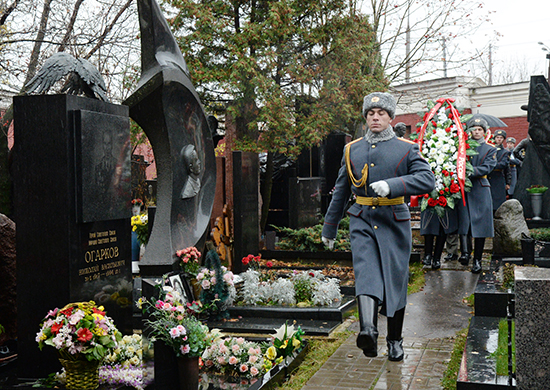
Возложение цветов к месту захоронения Н. В. Огаркова на Новодевичьем кладбище

В августе 1988 — январе 1992 годов служил генеральным инспектором Группы генеральных инспекторов Министерства обороны СССР. Одновременно с 1990 до августа 1991 года возглавлял Всесоюзный совет ветеранов войны, труда, Вооружённых сил и правоохранительных органов.
В январе 1992 года назначен советником при Министерстве обороны Российской Федерации и одновременно советником при начальнике Генерального штаба Объединённых Вооружённых сил государств — участников Содружества Независимых Государств. Как советник Минобороны Н. В. Огарков общался, прежде всего, с первым заместителем министра обороны РФ А. А. Кокошиным и начальниками Генштаба ВС РФ генералами армии В. П. Дубыниным и М. П. Колесниковым. А. А. Кокошин отмечает, что консультации с Огарковым были очень важны для выработки оптимальных решений по первой Государственной программе вооружений РФ.
Жил в Москве. Умер 23 января 1994 года. Похоронен на Новодевичьем кладбище (участок 11).

## Семья
Жена — Раиса Георгиевна Огаркова (1920—2004).
Есть дети и внуки.
Двоюродный племянник — Юрий Михайлович Куликов (род. 1949) — российский промышленник, Заслуженный машиностроитель Российской Федерации  Архивная копия от 30 июня 2020 на Wayback Machine.

## Награды

### СССР
- Герой Советского Союза (28.10.1977).
- Два ордена Ленина (28.10.1977, 28.04.1980).
- Орден Октябрьской Революции (29.10.1987).
- Орден Красного Знамени (21.02.1969).
- Орден Суворова I степени (4.11.1981).
- Два ордена Отечественной войны I степени (23.06.1945, 6.04.1985).
- Орден Отечественной войны II степени (22.10.1944).
- Два ордена Красной Звезды (5.11.1954, 28.10.1967).
- Орден «За службу Родине в Вооружённых Силах СССР» III степени (30.04.1975).
- Медаль «За боевые заслуги» (20.06.1949).
- 16 других медалей СССР.
- Ленинская премия (1981).

### Иностранные государства
- Орден Народной Республики Болгария 1-й степени.
- Орден «За храбрость» 4-й степени (Болгария, 1945).
- Орден Знамени Венгерской Народной Республики 1-й (4.04.1975) и 3-й степеней.
- Орден Военных заслуг 1-й степени (Социалистическая Республика Вьетнам).
- Орден Шарнхорста (Германская Демократическая Республика).
- Орден Сухэ-Батора (Монгольская Народная Республика).
- Орден Красного Знамени (Монгольская Народная Республика).
- Орден Возрождения Польши 3-й степени.
- Орден Тудора Владимиреску 1-й и 3-й степеней (Социалистическая Республика Румыния).
- 26 зарубежных медалей.

## Воинские звания
- полковник (4 сентября 1950);
- генерал-майор (11 июля 1957);
- генерал-лейтенант (22 февраля 1963);
- генерал-полковник (25 октября 1967);
- генерал армии (5 октября 1973);
- Маршал Советского Союза (14 января 1977).

## Отзывы
«Устинов, например, начал выдвигать Огаркова. Тот много раз приходил к Дмитрию Фёдоровичу в ЦК и чем-то ему понравился. Сначала Огаркова назначили председателем Гостехкомиссии. А потом — начальником Генерального штаба вместо маршала Куликова. Но когда Огарков вошёл в курс дела, у них начались некоторые столкновения. Огарков по стилю работы оказался очень похожим на Хрущёва: хлебом не корми, дай что-нибудь преобразовать и переделать. Сплошные перестройки. А это развал работы».
— Помощник министра обороны СССР Д. Ф. Устинова генерал-полковник Игорь Илларионов.

«Огарков всё время мне внушал, что порядка в Афганистане бомбами и снарядами мы не наведём. Решать этот вопрос надо только политическими методами».
— Главный военный советник Вооружённых сил Афганистана генерал-лейтенант Л. Н. Горелов.

## Память
- Мемориальная доска на доме в Москве (пер. Сивцев Вражек, 31), где в 1976—1994 годах жил Н. В. Огарков.
- Краеведческий дом-музей имени Н. В. Огаркова в Молокове (Тверская область).
- Под именем Николая Васильевича Агаркова является главным героем фантастической трилогии «Маршал», за авторством Михаила Ланцова.
- С февраля 2018 года имя Маршала Советского Союза Н. В. Огаркова носит один из залов управления Национального центра управления обороной Российской Федерации.
- Центр анализа стратегий и технологий (ЦАСТ) организовал премию имени Маршала Советского Союза Николая Огаркова в рамках которой проходит ежегодная конференция «Огарковские чтения». Цель конференции — анализ исторического опыта, изучение направлений совершенствования передовых технологий, организация площадки для публичной дискуссии и междисциплинарного диалога по актуальным вызовам и проблемам.

## В культуре
- Является персонажем романа Эдуарда Тополя «Чужое лицо» (в романе фамилия изменена на Огарпов). В одноименной экранизации (в сериале фамилия изменена на Зотов) роль маршала сыграл Александр Пашутин.

## Сочинения
- Огарков Н. В. Всегда в готовности к защите отечества. — М.: Воениздат, 1982.
- Огарков Н. В. История учит бдительности. — М.: Воениздат, 1985.